# Найсвілл (Флорида)
Найсвілл (англ. Niceville) — місто (англ. city) в США, в окрузі Окалуса штату Флорида. Населення — 15 772 особи (2020).

## Географія
Найсвілл розташований за координатами 30°31′42″ пн. ш. 86°29′2″ зх. д. / 30.52833° пн. ш. 86.48389° зх. д. (30.528447, -86.483910).  За даними Бюро перепису населення США в 2010 році місто мало площу 30,81 км², з яких 29,58 км² — суходіл та 1,24 км² — водойми. В 2017 році площа становила 36,02 км², з яких 34,78 км² — суходіл та 1,25 км² — водойми.

## Демографія
Згідно з переписом 2010 року, у місті мешкало 12 749 осіб у 5241 домогосподарстві у складі 3662 родин. Густота населення становила 414 осіб/км².  Було 5695 помешкань (185/км²).
Расовий склад населення:
| - 87,2 % — білих - 4,2 % — чорних або афроамериканців - 3,2 % — азіатів - 0,6 % — корінних американців - 0,1 % — вихідців з тихоокеанських островів |

До двох чи більше рас належало 3,9 %. Частка іспаномовних становила 4,7 % від усіх жителів.
За віковим діапазоном населення розподілялося таким чином: 21,6 % — особи молодші 18 років, 63,2 % — особи у віці 18—64 років, 15,2 % — особи у віці 65 років та старші. Медіана віку мешканця становила 42,2 року. На 100 осіб жіночої статі у місті припадало 97,5 чоловіків;  на 100 жінок у віці від 18 років та старших — 94,6 чоловіків також старших 18 років.
Середній дохід на одне домашнє господарство  становив 75 981 долар США (медіана — 58 954), а середній дохід на одну сім'ю — 87 918 доларів (медіана — 73 823). Медіана доходів становила 41 806 доларів для чоловіків та 39 647 доларів для жінок. За межею бідності перебувало 14,0 % осіб, у тому числі 27,9 % дітей у віці до 18 років та 3,2 % осіб у віці 65 років та старших.
Цивільне працевлаштоване населення становило 6786 осіб. Основні галузі зайнятості: освіта, охорона здоров'я та соціальна допомога — 17,7 %, роздрібна торгівля — 14,8 %, мистецтво, розваги та відпочинок — 13,3 %.